# 모래요정과 아이들
모래요정과 아이들(Five Children And It)은 프랑스에서 제작된 존 스텝슨 감독의 2004년 판타지, 모험, 가족 영화이다. 케네스 브래너 등이 주연으로 출연하였고 사무엘 하디다 등이 제작에 참여하였다.

## 출연

### 주연
- 케네스 브래너
- 조이 워너메이커

### 조연
- 프레디 하이모어
- 조나단 베일리
- 포피 로저스
- 타라 피츠제랄드
- 알렉스 제닝스
- 존 세션스
- 던컨 프레스턴

## 제작진
- 원작자: 에디스 네스빗
- 미술: 로저 홀
- 의상: 포비 드 게이
- 배역: 미쉘 기쉬